# Leopoldo Metlicovitz
 (décembre 2024).
Si vous disposez d'ouvrages ou d'articles de référence ou si vous connaissez des sites web de qualité traitant du thème abordé ici, merci de compléter l'article en donnant les références utiles à sa vérifiabilité et en les liant à la section « Notes et références ».
Leopoldo Metlicovitz (Trieste, 1868 - Ponte Lambro (Côme), 1944) est un peintre, affichiste, illustrateur et metteur en scène italien d'origine dalmate (le nom de famille d'origine était Metlicovich).

## Biographie
Metlicovitz s'éveille très tôt à l'art, tout en parcourant l'Italie en raison de l'activité commerciale de son père Leopoldo. À Udine, il apprend le métier d'aide-lithographe où il est remarqué par Giulio Ricordi qui le pousse à s'installer à Milan.
Dès 1892, après avoir travaillé pour la société de photographie Tensi, il entre à la Casa Ricordi comme directeur du département technique des Officine Grafiche Ricordi. Il signe La Sera (1892) et Distillerie Italiane (1898), s'exprimant dans un style art nouveau (stile Liberty).
Avec Leonetto Cappiello, Adolfo Hohenstein et Marcello Dudovich, il est considéré en Italie comme l'un des rénovateurs de l'affiche.

## Affiches

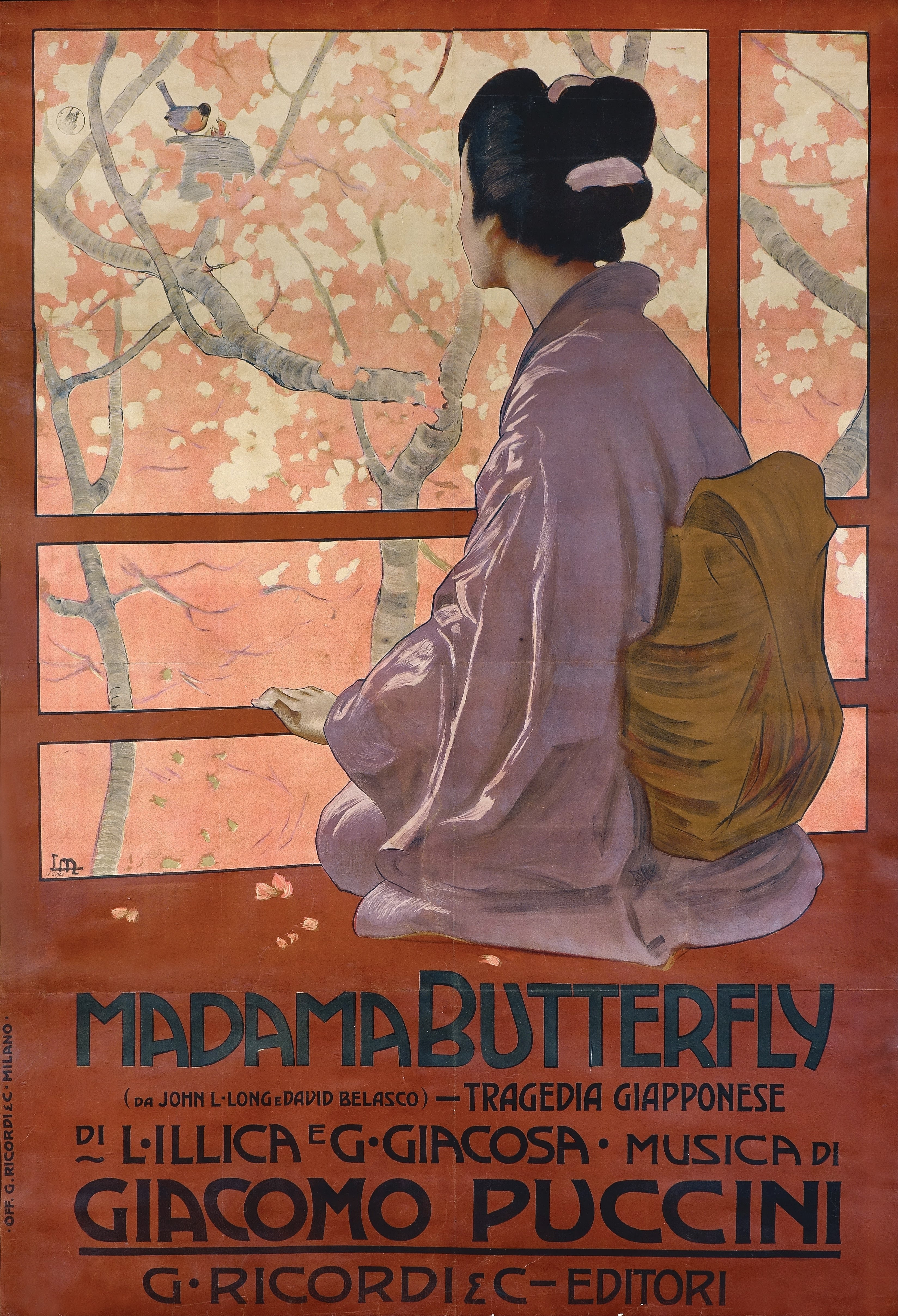
Madama Butterfly G. Ricordi, 1904
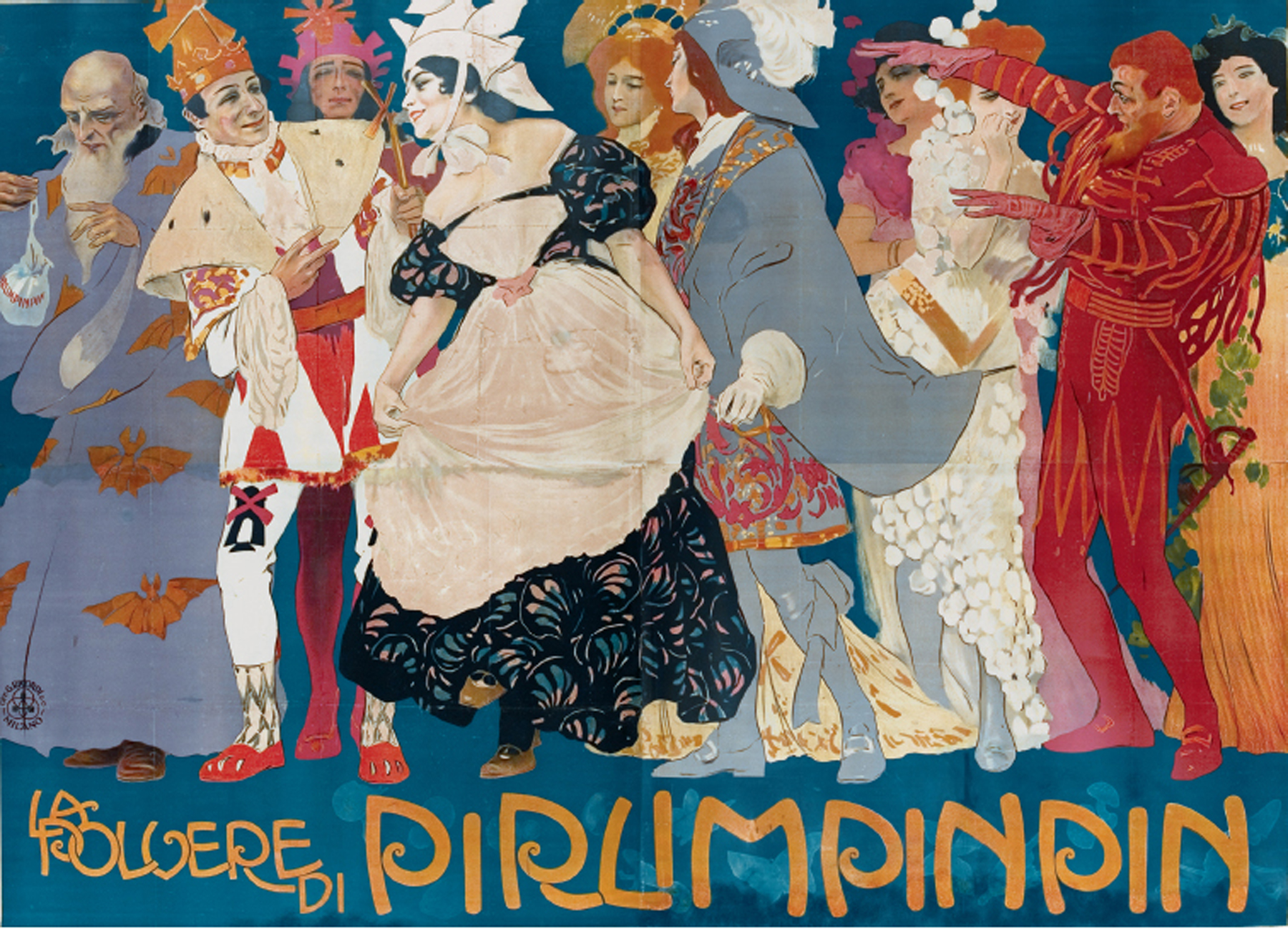
La polvere di Pirlimpinpin, 1907
Porto Aramos Pintos, 1915